# Lothaire de Hochstaden
Lothaire de Hochstaden de son vrai nom, Lothar von Hochstaden, mort en 1194, fut prince-évêque de Liège de 1192 à 1193.

## Biographie
En 1191, Albert de Louvain est  choisi comme évêque de Liège. Bien qu'il y ait un autre candidat, Albert de Rethel, l'empereur Henri VI proposa son propre candidat, Lothaire de Hochstaden. Albert se rendit à Rome et obtint l'approbation du pape Célestin III. De retour, Albert fut consacré évêque aussi par l'archevêque de Reims, ce que l'archevêque de Cologne ne voulut pas faire. Lothaire de Hochstaden, candidat impérial du siège, refusa de céder et avec l'aide de Henri VI força son autorité. Allant plus loin, Henri VI envoya des émissaires à Reims qui surprirent Albert de Louvain alors qu'il se rendait à l'abbaye de Saint-Rémi et l'assassinèrent (1192). Lothaire fut excommunié et l'empereur Henri VI dut faire pénitence.